# Mentzelia micrantha
Mentzelia micrantha är en brännreveväxtart som först beskrevs av William Jackson Hooker och Arn., och fick sitt nu gällande namn av John Torrey och Gray. Mentzelia micrantha ingår i släktet Mentzelia och familjen brännreveväxter. Inga underarter finns listade i Catalogue of Life.